# Adolf Frenken
Adolf Frenken (Pfungen, 1885 – Londra, 11 febbraio 1930) è stato un calciatore svizzero.

## Carriera

### Nazionale
Ha collezionato una presenza con la propria Nazionale.

## Statistiche

### Cronologia presenze e reti in Nazionale
| Cronologia completa delle presenze e delle reti in nazionale ― Svizzera | Cronologia completa delle presenze e delle reti in nazionale ― Svizzera | Cronologia completa delle presenze e delle reti in nazionale ― Svizzera | Cronologia completa delle presenze e delle reti in nazionale ― Svizzera | Cronologia completa delle presenze e delle reti in nazionale ― Svizzera | Cronologia completa delle presenze e delle reti in nazionale ― Svizzera | Cronologia completa delle presenze e delle reti in nazionale ― Svizzera | Cronologia completa delle presenze e delle reti in nazionale ― Svizzera |
| Data                                                                    | Città                                                                   | In casa                                                                 | Risultato                                                               | Ospiti                                                                  | Competizione                                                            | Reti                                                                    | Note                                                                    |
| ----------------------------------------------------------------------- | ----------------------------------------------------------------------- | ----------------------------------------------------------------------- | ----------------------------------------------------------------------- | ----------------------------------------------------------------------- | ----------------------------------------------------------------------- | ----------------------------------------------------------------------- | ----------------------------------------------------------------------- |
| 8-3-1908                                                                | Ginevra                                                                 | Svizzera                                                                | 1 – 2                                                                   | Francia                                                                 | Amichevole                                                              | 1                                                                       |                                                                         |
| Totale                                                                  |                                                                         | Presenze                                                                | 1                                                                       |                                                                         | Reti                                                                    | 1                                                                       |                                                                         |